# Geografija Irske
Irska je otok v severozahodni Evropi v severnem Atlantskem oceanu, ki leži na evropski kontinentalni polici, delu evrazijske plošče.
Glavne geografske značilnosti otoka so osrednje rahlo valovito nižavje, obkroženo z obalnimi gorami, številnimi barji in jezeri. Proti vzhodu in Irskemu morju se širi nižavje, ponekod obdano z nesklenjenim obročem nižjih hribov. Hribovja na severu in severozahodu spadajo h Kaledonskemu gorstvu. Najvišji vrh je Carrauntoohil (irsko Corrán Tuathail), ki je visok 1041 metrov in je del Armorikanskega gorstva. Zahodna obala je zelo razčlenjena, ima mnogo otokov, polotokov, rtov in zalivov (riasov) in klifov.
Otok deli reka Shannon, ki je dolga 386 km, od tega je estuarija 102,1 km, in je najdaljša reka na Irskem. Teče južno od okrožja Cavan v Ulstru, da bi se srečala z Atlantikom južno od Limericka. Poleg rek so številna jezera, od katerih je Lough Neagh največje.
Politično je otok sestavljen iz Republike Irske, ki zavzema približno pet šestin otoka, in Severne Irske, ki je država v sestavi Združenega kraljestva in zavzema preostalo šestino. Leži zahodno od otoka Velike Britanije približno na 53°N 8°W / 53°N 8°W. Ima skupno površino 84.421 km². Od Velike Britanije jo ločuje Irsko morje in od celinske Evrope  Keltsko morje. Irska in Velika Britanija sta skupaj z bližnjimi otoki splošno znani kot Britanski otoki; ker je zaradi Irske izraz sporen, je vse bolj priljubljeno poimenovanje Velika Britanija in Irska. 

## Geologija
Geologija Irske je raznolika. Različne regije sestavljajo kamnine, ki pripadajo različnim geološkim obdobjem v razponu skoraj 2 milijardi let. Najstarejša znana irska kamnina je stara približno 1,7 milijarde let in leži na otoku Inishtrahull ob severni obali polotoka Inishowen  in na kopnem pri Annagh Head na polotoku Mullet . Novejše formacije so drumlin (ena izmed oblik talne morene, ki jo je ledenik ob napredovanju odložil v obliki eliptično oblikovanih hrbtov v smeri ledeniškega toka) in ledeniške doline, ki so posledica zadnje ledene dobe, ter vrtače in jamske formacije na apnenčastih območjih Clare. 
Irska geološka zgodovina obsega vse od vulkanizma in tropskih morij do zadnjega ledeniškega obdobja. Oblikovana je bila v dveh različnih delih in se počasi združila pred približno 440 milijoni let. Zaradi tektonike in učinka ledu se je nivo morja višal in nižal. V vseh delih države so tako nastale kamnine posledica teh procesov. Nazadnje so na današnjo pokrajino vplivali ledeniki . Take variacije na obeh območjih skupaj z razlikami med vulkanskimi območji in plitvimi morji dajejo Irski tudi raznolika tla. 
Južni del otoka se je nagubal v obdobju hercinske orogeneze. Hribovja so del Armorikanskega gorstva in so zgrajena iz paleozoiskih peščenjakov in apnencev, najvišji vrhovi so iz kvarcita. Večina preostalega dela se je dvignila v obdobju kaledonske orogeneze. Tako je Kaledonsko gorstvo zgrajeno iz predkambrijskih magmatskih in metamorfnih kamnin. Gore so iz granita, peščenjaka, apnenca s kraškimi območji in bazaltne formacije.  Veliko je obsežnih barij (12.000 km²), značilna je tudi dobro odcedna rjava zemlja.
Pred okoli 65 milijoni let je bil severni del Irske izpostavljen vulkanom. Te kamnine so bile sčasoma odstranjene z denundacijo, razen prostrane 4000 km² velike Antrimske planote (Antrim Plateau) v Severni Irski. Bazaltni stebri na obali, imenovani Velikanova pot (Giant's Caiseway, tudi Velikanove stopinje), so znamenita turistična točka.
Večji del Irske je bil v zadnjih 60 milijonih let večinoma nad morsko gladino. Tako je bila pokrajina oblikovana z erozijo in vremenskimi vplivi na kopnem . Dolgotrajna erozija tudi pomeni, da je večina paleogenskih in neogenskih sedimentov izginila ali je, kot je znano v nekaj primerih, zakopana pod kvartarnimi sedimenti. Pred kvartarno poledenitvijo je bila pokrajina prekrita z debelim slojem regolita na višavju in v nižinah na krasu. Bilo je nekaj polemik o pretežno ravnih površinah, ki so bile najdene na Irskem . Medtem ko so nekateri trdili, da so nastale zaradi morskih usedlin, drugi vidijo te površine kot planote, ki so jih povzročile vremenske razmere in rečna erozija. Ne le da je njihov izvor sporen, sporna sta tudi njihov dejanski obseg in vloga sprememb na morju in tektonike pri njihovem oblikovanju. Večina rečnih sistemov na Irskem je nastala v kenozoiku pred kvartarno poledenitvijo. Reke večinoma sledijo strukturnim značilnostim geologije Irske. Morska erozija od miocena naprej je morda oblikovala obalo Irske in jo preselila več kot 100 km zahodno. Predkvartarni relief je bil bolj dramatičen kot današnja od ledu zglajena krajina.

## Fizična geografija

### Gorovja
Irska je sestavljena iz večinoma planotastih nizko ležečih hribovij na srednjem vzhodu, obkroženih z gorskimi območji, kot so (začenši z okrožjem Kerry in v nasprotni smeri urnega kazalca) Macgillycuddy's Reeks, pogorja Comeragh, Blackstairs, Wicklow, Mournes, Glens of Antrim, Sperrin, Bluestack, Derryveagh, Ox, Nephinbeg in skupina Twelve Bens Maumturksa. Nekatere gorske verige so še bolj v notranjosti na jugu Irske, kot so pogorje Galtee (najvišje pogorje v notranjosti), Silvermine in Slieve Bloom. Najvišji vrh je Carrauntoohil, 1038 m,  v MacGillycuddy Reeks, ledeniško preoblikovanem pogorju iz paleozojskih peščenjakov in apnencev. Irske gore niso visoke, samo trije vrhovi so višji od 1000 m , 457 jih presega višino 500 m. 

### Reke in jezera
Reke tečejo počasi, imajo enakomerne pretoke in tečejo po širokih, plitvih in zamočvirjenih območjih.
Glavna reka na Irskem je Shannon. S 360,5 km je najdaljša reka na Irskem, ločuje notranjost (midlands) od zahodnega dela otoka. Reka teče skozi tri jezera: Lough Allen (61 km²), Lough Ree (105 km²) in Lough Derg (118 km²). Od tega je Lough Derg največje. Shannon se izliva v Atlantski ocean za mestom Limerick v 110 km dolgem estuariju. 
Druge večje reke so še Liffey, Lee, Blackwater, Nore, Suir, Barrow, Bann, Fojla, Erne in Boyne.
Lough Neagh v Ulstru je največje jezero (irsko lough) na Irskem in v Veliki Britaniji. Drugi veliki jezeri sta Lough Erne in Lough Corrib (168 km²).
Po pokrajini so številna manjša jezera, močvirja in barja (največje je Bog of Allen, nekdaj 958 km²).

### Zalivi
Lough Swilly (irsko lough = zaliv) v grofiji Donegal ločuje eno stran polotoka Inishowen. Lough Foyle na drugi strani je eden večjih irskih zalivov in leži med grofijama Donegal in Londonderry. Sledi Belfastski zaliv med grofijama Antrim in Down. V grofiji Down je tudi Strangfordski zaliv, ki delno ločuje polotok Ards od celine. Sledi še Carlingfordski zaliv med grofijama Down in Louth.
Dublinski zaliv je naslednji pomemben zaliv, medtem ko je vzhodna obala Irske večinoma nerazčlenjena do pristanišča Wexford pri ustju reke Slaney. Na južni obali je zaliv Waterford v ustju reke Suir (v katerega tečeta dve od Treh sester (reka Nore in reka Barrow)). Naslednji večji zaliv je pristanišče Cork ob izlivu reke Lee, v katerem je otok Great Island.
Dunmanski zaliv, estuarij Kenmare in zaliv Dingle so vsi zalivi med polotoki grofije Kerry. Severno od teh je estuarij reke Shannon. Med severnim delom grofije Clare in grofijo Galway je zaliv Galway. Clew Bay leži na obali grofije Mayo, južno od otoka Achill, medtem ko so zalivi Broadhaven, Blacksod in Sruth Fada Conn na severozahodu Connachta v Severnem Mayu. Zaliv Killala je na severovzhodni obali Mayo. Donegalski zaliv  je glavni zaliv med grofijama Donegal in Sligo. 

### Rti
Malin Head (irsko Cionn Mhálanna) (55°23′N 7°22′W / 55.383°N 7.367°W) je najsevernejša točka na Irskem in leži na polotoku Inishowen, medtem ko je Mizen Head (irsko Carn Uí Néid) (51°27′1″N 9°49′10″W / 51.45028°N 9.81944°W) najjužnejša točka na polotoku Kilmore, zato se izraz Malin head to Mizen head (ali obratno) uporablja za vse, kar se nanaša na otok Irska kot celoto. Carnsore Point (irsko Carn tSóir ali Ceann an Chairn) (52°10′14″N 6°21′20″W / 52.17056°N 6.35556°W) je še ena skrajna točka Irske in je južna mejna točka Irskega morja. Dalje vzdolž obale je Hook Head (irsko Rinn Duáin) (52°07′25.68″N 6°55′44.76″W / 52.1238000°N 6.9291000°W), ki leži v bližini zgodovinskega mesteca Loftus Hall, medtem ko je Old Head of Kinsale (irsko An Seancheann) (51°36.287′N 8°32.018′W / 51.604783°N 8.533633°W) najbližja točka celini (18 km), kjer je bila RMS Lusitania potopljena leta 1915. Tukaj je v 17. stoletju prvi svetilnik zgradil Robert Reading.
Loop Head (irsko Ceann Léime) (52°33′39.5″N 9°55′54.3″W / 52.560972°N 9.931750°W) je rt na severni strani estuarija reke Shannon, kjer ima grofija Clare najbolj zahodno točko obale Irske z Atlantikom. Na nasprotni strani estuarija je Kerry Head. Hag's Head (52°56′10″N 9°28′15″W / 52.93611°N 9.47083°W) je še en zanimiv rt na severozahodni obali grofije Clare, je najbolj južna točka Moherskih klifov, kjer so pečine nenavadno oblikovane in spominjajo na žensko glavo, ki gleda na morje.
Erris Head (irsko Ceann Iorrais) (54°18′05″N 9°59′50″W / 54.30128°N 9.9972°W) je najbolj severozahodna točka Connachta. Je dobro znan in priznan mejnik, ki ga uporabljajo mornarji in vremenski napovedovalci, ter tudi razgledišče z neoviranim pogledom na Atlantski ocean in s strmimi skalnimi stenami.

### Otoki in polotoki
Poleg glavnega otoka Irske je otok Achill na severozahodu največji otok v skupini. Otok je naseljen in je povezan s kopnim z mostom. Nekateri drugi večji otoki so: Aranski otoki ob obali južnega Connachta oziroma nasproti zaliva Galway, kjer živi irsko govoreča skupnost (gaeltacht), otok Valentia, sorazmerno naseljen, povezan z mostom na jugovzhodnem koncu, in otok Omey ob obali Connemara, ki je plimski otok.
Nekateri najbolj znani polotoki na Irskem so v občini Kerry; polotok Dingle, Iveragh in Beara. Polotok Ards je eden večjih polotokov zunaj Kerryja. Polotok Inishowen v grofiji Donegal ima najsevernejšo točko Irske Malin Head in številna pomembna mesta in jezera. Najsevernejša irska značilnost je najbolj severni otok Inishtrahull nasproti rta Malin Head. Njegov status je sporen, saj ga zahtevajo Združeno kraljestvo, Irska, Danska (za Ferske otoke) in Islandija. Najbolj južna točka je Rocknet Fastnet (51°23′3″N 9°36′1″W / 51.38417°N 9.60028°W).
Hebridi, danes škotski, in Anglesey v Walesu so spadali pod Irsko (Hibernija) po mnenju grško-rimskega geografa Ptolemaja .

### Kras
Burren (irsko Boireann, kar pomeni velika skala) je okoljsko pomembna regija v severozahodni grofiji Clare na Irskem, kjer prevladuje ledeniško preoblikovan kras (ali včasih glaciokraška [1] krajina). Odvisno od opredelitve meri 250 km² in 560 km². Del Burrna je tudi Narodni park Burren, najmanjši od šestih narodnih parkov na Irskem, celotno območje Burren in sosednje ozemlje, vključno z Moherskimi klifi, pa je del geoparka.

## Podnebje
Irsko podnebje je blago, vlažno, z veliko padavinami in pomanjkanjem temperaturnih skrajnosti. Opredeljeno je kot zmerno oceansko podnebje ali Cfb v sistemu Köppnove podnebne klasifikacije.  Država ima na splošno topla poletja in blage zime. Je precej topleje od drugih območij na isti zemljepisni širini na drugi strani Atlantika, kar je posledica toplote, ki jo sproži Atlantski tok s Severnoatlantskim in Zalivskim tokom.
Vpliv Severnoatlantskega toka zagotavlja tudi, da obala Irske ostane pozimi brez ledu. Podnebje na Irskem ne doživlja skrajnih vremenskih razmer, pri čemer so tornadi in podobne vremenske značilnosti redki, vendar pa je nagnjena k ciklonom na vzhodu, ki prihajajo s severnega Atlantika.
Prevladujoči veter piha od jugozahoda in vpliva na erozijo na zahodni obali. Padavine so zato še posebej pomemben del irskega življenja na zahod, z otokom Valentia ob zahodni obali grofije Kerry, kjer je skoraj dvakrat toliko letnih padavin kot v Dublinu na vzhodu (1400 mm v primerjavi s 762 mm). 
Januar in februar sta najhladnejša meseca v letu, povprečna dnevna temperatura zraka pa med 4 in 7 °C. Julij in avgust sta najtoplejša, povprečna dnevna temperatura pa od 14 do 16 °C, medtem ko je dnevna najvišja vrednost v juliju in avgustu od 17 do 18 °C blizu obale, od 19 do 20 °C v notranjosti. 
Čeprav so skrajni vremenski dogodki na Irskem razmeroma redki v primerjavi z drugimi državami na evropski celini, se pojavljajo. Atlantska depresija, ki se pojavlja predvsem v decembru, januarju in februarju, lahko občasno prinese vetrove do 160 km/h do zahodnih obal države, medtem ko se v poletnih mesecih, zlasti okoli konca julija/zgodnjega avgusta, lahko razvijejo neurja. 

## Politična geografija
Irska je razdeljena na štiri pokrajine: Connacht, Leinster, Munster in Ulster ter 32 grofij. Šest od devetih ulstrskih grofij je v Severni Irski, drugih 26 pa na Irskem.  Na zemljevidu so prikazane meje vseh 32 grofij.
|  | 1. Fingal 2. Dublin mesto 3. Dún Laoghaire–Rathdown 4. Južni Dublin 5. Wicklow 6. Wexford 7. Carlow 8. Kildare 9. Meath 10. Louth 11. Monaghan 12. Cavan 13. Longford 14. Westmeath 15. Offaly 16. Laois | 1. Kilkenny 2. Waterford 3. Cork City 4. Cork 5. Kerry 6. Limerick 7. Tipperary 8. Clare 9. Galway 10. Galway mesto 11. Mayo 12. Roscommon 13. Sligo 14. Leitrim 15. Donegal |

Z upravnega vidika je 21 grofij v republiki enota lokalne uprave. Preostalih šest ima več kot eno območje sveta, ki dajo skupaj 31 grofijskih uprav. Grofija Tipperary je imela dve enoti: Severni Tipperary in Južni Tipperary, prvotno ustanovljeni leta 1838, preimenovani leta 2001 in združeni leta 2014. Mesta Dublin, Cork in Galway imajo mestne svete in jih upravljajo ločeno od grofij, ki imajo enaka imena. Mesti Limerick in Waterford sta bili leta 2014 združeni, oblikoval se je nov mestni in grofijski svet. Preostali del okrožja Dublin je razdeljen na Dún Laoghaire-Rathdown, Fingal in Južni Dublin.
Volilna območja na Irskem (v državi), imenovana volilne enote v skladu z irsko zakonodajo, večinoma sledijo mejam grofij. Ohranjanje povezav z grofijskim sistemom je obvezna pri preoblikovanju meja grofij komisije za volitve. 
Na Severnem Irskem je bila leta 1973 velika reorganizacija lokalne vlade, ko je bilo zamenjanih šest tradicionalnih grofij in dve okrožji (Belfast in Derry) s 26 okrožji, ki se ne ujemajo z mejami grofij. Šest grofij in dve okrožji so ostali za namestništvo. Novembra 2005 so bili objavljeni predlogi, ki bi zmanjšali število lokalnih oblasti na sedem. Celotno prebivalstvo otoka s približno 6 milijoni prebivalcev je osredotočeno na vzhodni obali, zlasti v Dublinu in Belfastu in okolici. 

## Naravni viri

### Barja
Irska ima 12.000 km² barij , ki so sestavljena iz dveh različnih vrst, nizko barje in visoko barje. Nizka barja so območja šotišč, ki nastajajo tam, kjer je veliko padavin in nizka stopnja evapotranspiracije, kar omogoča, da se šota razvije ne samo v vlažnih votlinah, temveč na velikih površinah valovitih tal; so bogatejša od obeh vrst. Oblikovala so se na območjih, na katerih so kmetje že v neolitiku očistili drevesa za poljedelstvo. Ker so tako očiščena zemljišča sčasoma postala neuporabna, so se tla začela izsuševati in postala bolj kisla, kar je ustvarilo primerno okolje za rast vresja (Calluna vulgaris) in različne vrste ločja (Juncaceae). Iz ostankov teh rastlin je nastal sloj šote. Ena največjih površin atlantske šote na Irskem je v grofiji Mayo. 
Visoka barja so najpogostejša v kotlini reke Shannon. Nastala so, ko so se po ledeni dobi nekateri deli napolnili z vodo, da so nastala jezera. Drobci trstja v teh jezerih so oblikovali plast na dnu. Ta je sčasoma zadušila jezero, se dvignila nad površino in oblikovala dvignjeno barje. 
Od 17. stoletja so šoto rezali za gorivo za ogrevanje in kuhanje v gospodinjstvih. Postopek se je pospešil, ko se je začelo gospodarsko izkoriščanje barij. V 40. letih prejšnjega stoletja so uvedli stroje za rezanje šote in omogočili večje izkoriščanje. Poleg domače uporabe se komercialno pridobljena šota uporablja v številnih industrijskih panogah, zlasti pri pridobivanju električne energije [52], čeprav se šota povezuje z biomaso za pridobivanje električne energije z dvojnim sproščanjem [53].
V zadnjih letih je bilo z rezanjem uničene preveč šote, povečala pa se je tudi skrb za okolje. Težava je še posebej akutna na dvignjenih barjih, saj dajejo gorivo višje kakovosti. Na Irskem in na Severnem Irskem so zdaj narejeni načrti za ohranitev večine preostalih dvignjenih barij na otoku.

### Nafta, zemeljski plin in minerali
Raziskovanje zemeljskega plina na morju se je začelo leta 1970. Prvo večje odkritje je bilo plinsko polje Kinsale Head leta 1971. Naslednje je bilo manjše polje Ballycotton leta 1989 in plinsko polje Corrib leta 1996. Plin s teh polj se črpa na kopnem in se uporablja v domače in industrijske namene. Naftno polje Helvick, ki naj bi vsebovalo več kot 28 milijonov sodčkov (4.500.000 m³) nafte, je odkritje leta 2000. Irska je največji evropski proizvajalec cinka s tremi delujočimi rudniki cinka v Navanu, Galmoyu in Lisheenu. Druge mineralne zaloge z dejansko ali morebitno komercialno vrednostjo vključujejo zlato, srebro, sadro, smukec, kalcit, dolomit, strešni skrilavec, agregat apnenca, gradbeni kamen, pesek in gramoz.
Na kopnem sta tudi nafta in zemeljski plin, na primer kotlina Lough Allen, 270 km³ plina ter 1,5 milijarde sodčkov (240.000.000 m³) nafte. Že nekaj območij se izkorišča, na primer špansko polje s 35 km³ plina in 206 milijonov sodčkov (32.800.000 m³) nafte. Zaloge kotline Corrib so prav tako precej velike, plinsko polje Dunquin vsebuje zemeljski plin v višini 710 km³ in 4,13 milijarde sodov (657.000.000 m³) nafte. [60]
Marca 2012 je bila prva komercialna naftna vrtina izvrtana 70 km od obale Cork. Naftna vrtina Barryroe prinaša 3500 sodčkov na dan.

## Rastlinstvo in živalstvo
Do pred dobrimi 10.000 leti je bila Irska v celoti prekrita z ledom. Po umiku ledu so se na območje naselile  rastline in živali predvsem prek Velike Britanije in Evrope prek kopenskih mostov, ki obstajali v tistem obdobju.
Naravno rastlinstvo je praktično povsem izginilo. Krčenje gozdov se je začelo v 16. stoletju. Les so uporabljali za gradnjo in pri predelavi železa in stekla. Les za ladje so v 17. stoletju tudi izvažali. S kolonizacijo Angležev, Valižanov in Škotov so izkrčili gozdove za poljedelstvo in živinorejo. Z naraščanjem prebivalstva se je krčenje gozdov nadaljevalo do te mere, da so naravni gozdovi praktično izginili. V 1980-ih je država začela poseben program pogozdovanja, tako se je do danes površina z gozdom povečala na skoraj 10 %.
Dve tretjini ozemlja zavzemajo kmetijske površine, predvsem pašniki. V zahodnem delu in višjih predelih prevladujejo barja. Za kmetijstvo so primerne rjave prsti na ledeniških nanosih v osrednjem nižavju.
Živalstvo je podobno kot v Veliki Britaniji, vendar tu ni podlasic, rovk, krtov, srnjadi in kač. Manj je tudi ptičjih vrst in žuželk. Človek je prinesel zajce in podgane. Med domačimi živalmi so znani connermarski poni (Connemara pony), pes irski volčji hrt (Irish wolfound) in krryjski modri terier (Kerry blue terrier) ter ovce in govedo.